# Alyssa Naeher
Alyssa Michele Naeher, född 20 april 1988 i Bridgeport i Connecticut, är en amerikansk fotbollsmålvakt som spelar för Chicago Red Stars och i USA:s landslag. Hon ingick i laget som vann världsmästerskapet i fotboll för damer 2015 men fick ingen speltid i turneringen.
Naeher ingick i U20-landslaget som vann U20-världsmästerskapet 2008. I den turneringen fick hon spela fem matcher.
Naeher spelade för Boston Breakers fram till november 2015 då hon byttes till Chicago Red Stars i utbyte mot Whitney Engen.